# Das Haus der Lüge
Das Haus der Lüge ist eine 1925 entstandene, deutsche Stummfilm-Adaption von Henrik Ibsens Drama Die Wildente (1884/85). Unter der Regie von Lupu Pick spielen Werner Krauß, Lucie Höflich und Mary Johnson die Hauptrollen.

## Handlung
Der Film hält sich recht originalgetreu an seine literarische Vorlage:
Gregers Werle, der Sohn des alten Konsuls Jan Werle, kehrt nach langer Abwesenheit ins Elternhaus zurück. Auf einer Gesellschaft, die sein Vater gibt, erfährt er, dass sein Vater die Familie Ekdal finanziell großzügig unterstützt. Gregers, der seinen Jugendfreund Hjalmar Ekdal mitgebracht hat, weiß auch warum: sein Vater hatte einst den alten Ekdal ruiniert und soll überdies ein Verhältnis mit dessen Frau gehabt haben. Daher schließt Gregers auch nicht aus, dass Hjalmars angebliche Tochter Hedwig Ekdal nicht die Tochter von Hjalmar, sondern in Wahrheit die seines Vaters und damit seine Halbschwester ist. Diese Heimlichkeiten hier wie dort lassen das Heim der Werles aber auch in besonderem Maße das der Ekdals zu einem „Haus der Lüge“ verkommen, wie der Filmtitel insinuiert, einem Platz, in dem man sich mit den Lebenslügen und Halbwahrheiten kommod eingerichtet zu haben scheint.
Gregers verabscheut das Verhalten seines Vaters, und so entschließt er sich, zu den Ekdals zu ziehen. Er will ihnen allen dort die Augen öffnen, vor allem aber Hjalmar von seinem Verdacht erzählen, dass dieser womöglich nicht Hedwigs leiblicher Vater ist. Die Ekdals aber wollen nichts wissen von seinen Einlassungsversuchen. Alle hier verharren weiter in ihrer Lebenseinstellung, die zwar eine Lebenslüge beinhaltet, aber den familieninternen Frieden bewahrt. Hjalmar erweist sich immer mehr als ebenso lebensschwach wie lebensuntüchtig. Die größte Stütze der Familie ist die handfeste und bodenständige Gina Ekdal, die die Familie aufrechterhält und auch ernährt. Hjalmar versteigt sich in seine Tagträumereien, seine Tierhaltung, darunter auch eine zahme Wildente, und „Erfindungen“, die skurrile und bizarre Formen annehmen. Eines Tages kommt der alte Werle vorbei, um seinen Sohn zu überreden, wieder heimzukehren. Doch Gregers weist seinen Vater final zurück und plant nun endlich, Hjalmar die ganze Wahrheit zu sagen. Damit beschwört er eine Katastrophe herbei, die in Hedwigs schroffer Ablehnung durch Hjalmar und infolgedessen zu ihrem Suizid führt.

## Produktionsnotizen
Das Haus der Lüge entstand bis Ende Juli 1925, passierte die Zensur am 30. November desselben Jahres unter dem Titel Arme, kleine Hedwig und wurde im Februar 1926 in Berlins Mozartsaal uraufgeführt. Der für die Jugend verbotene Fünfakter besaß eine Länge von 3037 Meter.
Albin Grau kreierte die Filmbauten, es war seine letzte Tätigkeit für einen Kinospielfilm.
Das Haus der Lüge erhielt das Prädikat „volksbildend“.

## Kritiken
Lupu Picks Inszenierung wurde von der zeitgenössischen wie von der modernen Kritik positiv aufgenommen. Nachfolgend zwei Beispiele:
Im Prager Tagblatt war Folgendes zu lesen: „Ein wundervolles Kunstwerk, eine Spitzenleistung der Berliner Ufa … Es ist sicherlich ein großes, sehr riskantes Wagnis, Ibsen zu verfilmen, zumal seine „Wildente“ … als Symbol für die verschiedensten Charaktere dienen muss. Aber Lupu Pick … hat auch im Film einen echten Ibsen lebendig werden lassen. Das Werk hat eine ganz eigene Note: Es jagt nicht nach billigen Effekten und Sensationen, alle seine Gestalten sind lebenswahre, blutwarme Menschen. Man atmet förmlich auf in dieser reinen Luft. Die Darsteller sind von einer Wucht und Kraft, die jeden Zuschauer willenlos mit fortreißt. Am stärksten wohl Lucie Höflich als Gina, die besonders als Schlusse jeden zu heißen Tränen rühren muss. Ihr fast ebenbürtig Mary Johnson als Hedwig, deren keusche Zartheit und nordische Herbheit ans Herz greift. Ausgezeichnet auch Werner Krauß in der dankbaren Rolle des Hjalmar. (…) Die Photographie wird den höchsten künstlerischen Ansprüchen gerecht.“
Infolge der Restauration des erhalten gebliebenen Films veröffentlichte die Deutsche Kinemathek 2020 nachfolgendes Statement: „Lupu Picks beeindruckende Adaption von Henrik Ibsens ›Die Wildente‹ ist etwas in Vergessenheit geraten, obwohl er bei der Premiere in Berlin begeisterte Kritiken erhielt. (…) Zur Zeit der Filmpremiere war das Thema höchst virulent, da die traditionelle Kernfamilie nach dem Ersten Weltkrieg großen Veränderungen gegenüberstand und sich die Geschlechterrollen in der Weimarer Republik wandelten.“